# Анна Дукина (дъщеря на Константин X Дука)
Анна Дукина (на средногръцки: Άννα Δούκαινα) – византийска принцеса, най-голяма дъщеря на император Константин X Дука и Евдокия Макремволитиса.
Името ѝ се споменава от Михаил Глика, който посочва, че Анна, Теодора и Зоя са трите дъщери на император Константин X. Михаил Псел я споменава с името Арета (Добродетел), като уточнява, че тя е била родена преди възцаряването на императора, т.е. преди 1057 г., и е посветила живота си в служба на бога. От коментара на Псел става ясно, че Анна най-вероятно се е замонашила, приемайки монашеското име Арета. Върху един печат от XI в. се споменава монахиня Арета, която някои идентифицират именно с Анна Дукина. Върху печата Арета е квалифицирана с определението почитаема (παντίμου), за което се смята, че е било отличително за монахини със знатен произход.